# Высшие силы
«Вы́сшие си́лы» — третий сольный студийный альбом российской певицы Анны Асти, выпущенный 30 мая 2025 года на лейбле Fenix Music.

## Предыстория и релиз
По словам Асти, пластинка стала для неё очень личной и настоящей, отражая её внутренний мир и эмоциональное состояние, стала «личной хроникой трансформации»: «от боли к силе, от сомнений — к свободе». Певица спродюсировала альбом самостоятельно. «Я всё собрала сама. И впервые решала всё без команды. Я собирала альбом, искала песни, продюсировала. Решала, какой будет обложка, какие песни войдут. Всё — сама. Это был вызов. Но он был нужен», — заявила Асти в интервью.
16 мая 2025 года Анна Асти представила одноимённый сингл «Высшие силы» которую написала автор песен Хава Измайлова. Вслед за синглом 23 мая 2025 года вышел второй трек с названием «Гроза» автором песни стал Егор Головацкий который сотрудничал Анне с предыдущей песни «Милый, прощай» с заключением альбома.
Релиз пластинки состоялся 30 мая 2025 года. Помимо стандартной, была выпущена эксклюзивная deluxe-версия альбома для стримингового сервиса «Яндекс Музыка», включающая дополнительные интродукции для каждой песни.

## Отзывы критиков
| Оценки критиков | Оценки критиков |
| Источник        | Оценка          |
| --------------- | --------------- |
| InterMedia      | 6/10            |

В своей рецензии для издания InterMedia Алексей Мажаев отметил большое количество пафосных речей артистки о «возвращении к себе настоящей», которыми её не удалось компенсировать отсутствие хитов. Рецензент указал на то, что если песни авторства Димы Лорены почти всегда попадали в первую десятку, то новые песни в чартах не блистают: «Если настоящая Anna Asti — такая, какой предстаёт в песнях новых авторов, — то публика, похоже, уже скучает по старой, „ненастоящей“». Говоря же о содержании самих текстов, Мажаев заявил, что в них проявляется нарочитая драматичность, театрализованная эстрадность, которой сложно искренне сопереживать и которой невозможно подпеть, на контрасте с этим разбитная «Царица», расстающаяся в танце с воспоминаниями о бывшем, по его мнению, была куда интереснее, чем строгая мадам, учащая девушек жизни с интонациями завуча. В альбоме он обнаружил один момент, который хотел бы порекомендовать для прослушивания: это вокализ в песне «Под палящим солнцем».
Автор подкаста Александр Анатольевич «Настоящий хит-парад» на радио «Комсомольская правда» ответил на вопрос, чем отличается новый альбом Анны Асти «Высшие силы» от её предыдущих, так: «В первой же композиции певица заявляет, что пластинка не похожа на то, что она делала раньше. А потом знаете, что происходит? Правильно. Аня делает именно то, чем занималась всегда — поёт про своих бывших, про своих будущих и про своих нынешних мужиков. Но мы не осуждаем. Царица, пой еще! Желательно голосом Джеймса Хэтфилда».

## Список композиций
| №                   | Название              | Автор(ы)                               | Длительность |
| ------------------- | --------------------- | -------------------------------------- | ------------ |
| 1.                  | «Преданный бывший»    | Егор Головацкий                        | 3:24         |
| 2.                  | «Залечи»              | Егор Головацкий                        | 3:03         |
| 3.                  | «Без тебя»            | Алёна Медкова                          | 4:07         |
| 4.                  | «Чтобы ты тоже»       | Виктория Ростова, Анна Дзюба           | 3:10         |
| 5.                  | «Шоколад»             | Егор Головацкий                        | 3:08         |
| 6.                  | «Под палящим солнцем» | Аделина Измайлова                      | 3:53         |
| 7.                  | «Разбуди меня»        | Аделина Измайлова, Евгений Новаковский | 3:32         |
| 8.                  | «Гроза»               | Егор Головацкий                        | 3:11         |
| 9.                  | «Высшие силы»         | Хава Измайлова                         | 3:26         |
| Общая длительность: | Общая длительность:   | Общая длительность:                    | 31:00        |

| №                   | Название                      | Автор(ы)                               | Длительность |
| ------------------- | ----------------------------- | -------------------------------------- | ------------ |
| 1.                  | «Intro»                       | Анна Дзюба                             | 00:50        |
| 2.                  | «Преданный бывший» (Intro)    | Анна Дзюба                             | 00:29        |
| 3.                  | «Преданный бывший»            | Егор Головацкий                        | 03:24        |
| 4.                  | «Залечи» (Intro)              | Анна Дзюба                             | 00:23        |
| 5.                  | «Залечи»                      | Егор Головацкий                        | 03:03        |
| 6.                  | «Без тебя» (Intro)            | Анна Дзюба                             | 00:26        |
| 7.                  | «Без тебя»                    | Алёна Медкова                          | 04:07        |
| 8.                  | «Чтобы ты тоже» (Intro)       | Анна Дзюба                             | 00:30        |
| 9.                  | «Чтобы ты тоже»               | Виктория Ростова, Анна Дзюба           | 03:10        |
| 10.                 | «⁠Шоколад» (Intro)             | Анна Дзюба                             | 00:43        |
| 11.                 | «⁠Шоколад»                     | Егор Головацкий                        | 03:08        |
| 12.                 | «Под палящим солнцем» (Intro) | Анна Дзюба                             | 00:31        |
| 13.                 | «Под палящим солнцем»         | Аделина Измайлова                      | 03:53        |
| 14.                 | «Разбуди меня» (Intro)        | Анна Дзюба                             | 00:32        |
| 15.                 | «Разбуди меня»                | Аделина Измайлова, Евгений Новаковский | 03:32        |
| 16.                 | «Гроза» (Intro)               | Анна Дзюба                             | 00:34        |
| 17.                 | «Гроза»                       | Егор Головацкий                        | 03:11        |
| 18.                 | «Высшие силы» (Intro)         | Анна Дзюба                             | 00:27        |
| 19.                 | «Высшие силы»                 | Хава Измайлова                         | 03:26        |
| 20.                 | «Outro»                       | Анна Дзюба                             | 00:21        |
| Общая длительность: | Общая длительность:           | Общая длительность:                    | 36:46        |